# 이두환 (야구 선수)
이두환(李枓煥, 1988년 3월 16일 ~ 2012년 12월 21일)은 KBO 리그 두산 베어스(와 KIA 타이거즈)의 내야수였다.

## 출신 학교
- 서울수유초등학교
- 이수중학교
- 장충고등학교

## 어린 시절
서울특별시에서 태어나, 서울수유초등학교, 이수중학교, 장충고등학교를 졸업했다. 2006년 세계 청소년대회에 참가하여 양현종과 이재곤 등과 함께 우승 멤버로 활약했다.

## 프로야구 선수 시절

### 두산 베어스시절
2007년 두산 베어스의 2차 2순위 지명을 받아 입단하였고, 원래 포수였으나 1루수로 전향했다. 2010년 퓨처스 올스타전 이전까지는 퓨처스 홈런 선두였으나, 그 후 1군으로 승격되면서 2군 홈런왕 타이틀을 당시 군 복무 중이었던 내야수 최주환에게 내주었다. 2010년 1군 13경기에 출장하여 가능성을 보여 주었고, 그 해 최종전이었던 잠실 넥센전에서는 4번 타자로 선발 출장하였다. 이듬해 연습 경기에서 타구에 맞아 봉와직염에 걸려 1군에 올라오지 못하고 수술 후 재활군에 머물렀다.

### KIA 타이거즈시절, 그리고 사망
2011년 11월 22일에 처음으로 시행된 2차 드래프트에서 KIA 타이거즈의 1순위 지명으로 이적하게 되었다. 그러나 이적 후 뼈에 발생하는 암의 일종인 대퇴골두육종 판정을 받아 2012년 1월 25일 서울 노원구 원자력병원에서 왼쪽 대퇴골두 종양 수술을 받게 되었고, 이로 인해 신고선수로 전환되어 전력 외로 밀렸다. 의사는 환자가 활발하고 그래서 나을 거라고 했지만 암 세포가 점점 많이 늘어나 수술을 했다. 하지만 수술 경과가 좋지 않아 병세 악화로 왼쪽 다리 절단 수술을 받게 되면서 야구 선수로의 생명은 끝나게 되었고, 암 세포가 폐까지 전이된 끝에 2012년 12월 21일 끝내 병을 이기지 못하고 오랫동안 투병하였던 원자력병원에서 사망하였다.   향년 25세
양현종은 2013년 시즌을 앞두고 모자 왼쪽에 'DH'라는 이니셜을 새겼는데 이는 이두환의 약자이며, 이두환과 함께 먼저 떠나간 옛 동료들을 기억하자는 의미에서 호세 리마와 김동재 코치의 이니셜 옆에 붙였을 정도였다. 이재곤도 그가 죽은 날에 '올해는 두환이를 생각해서라도 야구장에서 좋은 모습 보여 주자' 고 약속했다고 한다.